# Albert Ortega
Albert Ortega Fornesa (* 18. November 1998) ist ein spanischer Skirennläufer. Er startet in allen Disziplinen.

## Karriere
Sein erstes internationales Rennen bestritt Ortega am 24. Januar 2015 bei den FIS-Rennen in Pas de la Casa. Bereits ein Jahr später gewann er am selben Ort sein erstes FIS-Rennen. 2017 startete Ortega erstmals bei Juniorenweltmeisterschaften, jedoch kam er bei den Wettkämpfen im schwedischen Åre nicht über Rang 39 im Super-G hinaus. Zu Ende der Saison gewann Ortega seinen ersten spanischen Meistertitel im Super-G vor Juan Del Campo und Aingeru Garay. Erste Erfolge in der Saison 2017/18 feierte er im Far East Cup, als er bei den Rennen im High 1 Resort jeweils den zweiten Platz im Super-G und der Alpinen Kombination belegte. An diese Erfolge konnte Ortega jedoch nicht bei den Juniorenweltmeisterschaften in Davos anknüpfen. Sein bestes Ergebnis war Platz 25 im Super-G. Jedoch konnte er seinen spanischen Meistertitel im Super-G verteidigen.
In der Saison 2018/19 startete Ortega vornehmlich bei FIS-Rennen. Ausnahme hierbei waren die Juniorenweltmeisterschaften im Fassatal. Dort erreichte er mit Rang 21 in der Kombination seine beste Platzierung. Am 11. Januar 2020 gab Ortega sein Weltcupdebüt beim Riesenslalom in Adelboden, schied jedoch bereits im ersten Durchgang aus. 2021 nahm Ortega erstmals an Weltmeisterschaften teil. Bei den Wettkämpfen in Cortina d’Ampezzo erreichte er mit Rang 12 in der Kombination eine Platzierung im vorderen drittel des Feldes.
Bei den World University Games 2023 in Lake Placid gewann Ortega die Goldmedaille in der Kombination. Wenige Monate später erreichte in derselben Disziplin bei den Alpinen Skiweltmeisterschaften Rang 8. Es war dies die erste Top-10-Platzierung für Spanien bei Alpinen Skiweltmeisterschaften, seit Ainhoa Ibarra Astelarra denselben Platz im Riesenslalom der Weltmeisterschaften 1996 belegt hatte. Für einen spanischen Mann war es gar das beste Ergebnis seit 1980, als Francisco Fernández Ochoa bei den Olympischen Winterspielen, die damals auch als Weltmeisterschaften zählten, Platz 5 in der Kombination belegte.
Seine ersten Weltcuppunkte gewann Ortega am 23. Januar 2024 beim Slalom in Schladming.

## Erfolge

### Weltmeisterschaften
- Cortina d’Ampezzo 2021: 12. Kombination, 21. Riesenslalom
- Courchevel 2023: 8. Alpine Kombination, 33. Super-G
- Saalbach-Hinterglemm 2025: 33. Riesenslalom

### Weltcup
- 1 Platzierung unter den besten 30

### Juniorenweltmeisterschaften
- Åre 2017: 39. Super-G, 42. Kombination, 62. Abfahrt, DNF2 Riesenslalom, DNF Super-G, DNF1 Slalom
- Davos 2018: 25. Super-G, 37. Abfahrt, DNF1 Kombination, DNF1 Riesenslalom, DNF1 Slalom
- Fassatal 2019: 21. Kombination, 24. Riesenslalom, 23. Super-G, 28. Abfahrt, 28. Slalom

### Europacup
- 2 Platzierungen unter den besten 10

### Far-East Cup
- 3 Platzierungen unter den besten 10, davon 2 Podestplätze

### Nor-Am Cup
- 3 Platzierungen unter den besten 10

### South American Cup
- 3 Podestplätze, davon ein Sieg

| Datum           | Ort     | Land        | Disziplin    |
| --------------- | ------- | ----------- | ------------ |
| 11. August 2025 | Ushuaia | Argentinien | Riesenslalom |

### Sonstige Erfolge
- 4 Siege in FIS-Rennen
- Spanischer Meister im Super-G 2017 und 2018
- Spanischer Vizemeister im Riesenslalom und Slalom 2019